# András Veres
András Veres (ur. 30 listopada 1959 w Nyírbátor) – węgierski duchowny katolicki, biskup Győr od 2016.

## Życiorys

### Prezbiterat
Święcenia kapłańskie otrzymał 2 sierpnia 1986 i został inkardynowany do archidiecezji jagierskiej. Był m.in. wykładowcą na Katolickim Uniwersytecie Pétera Pázmánya, rektorem Papieskiego Kolegium Węgierskiego w Rzymie oraz sekretarzem generalnym Konferencji Episkopatu Węgier.

### Episkopat
5 listopada 1999 papież Jan Paweł II mianował go biskupem pomocniczym diecezji Eger, ze stolicą tytularną Cissa. Sakry biskupiej udzielił mu w Rzymie 6 stycznia 2000 sam papież.
20 stycznia 2006 został biskupem ordynariuszem diecezji Szombathely. Od 2015 jest przewodniczącym Konferencji Episkopatu Węgier.
17 maja 2016 papież Franciszek mianował go biskupem diecezji Győr. Ingres odbył się 16 lipca 2016.